# Fatih-moskee (Beringen)
De Fatih-moskee is een Turkse moskee in het Belgische Koersel in de woonkern Beringen-Mijn.
Door de activiteiten van de Steenkoolmijn van Beringen trokken vele arbeiders naar deze werkgever. Zo ontstond ook een aanzienlijke Turkse gemeenschap. In 1994 werd de Fatih-moskee geopend, die de op een na grootste van België is. De moskee behoort tot het Turkse Diyanet.
Ze is gebouwd in Ottomaanse architectuur en bezit twee minaretten van elk 26 meter hoog. De koepel heeft een hoogte van 16 meter. Hierin hangt een in Turkije vervaardigde massief koperen kroonluchter. De muren zijn bezet met azuurblauwe tegels. Het interieur is rijk en kleurig gedecoreerd.
Er worden rondleidingen door de moskee georganiseerd.
In juli 2017 besloot Vlaams minister Liesbeth Homans de erkenning van de Fatih-moskee in te trekken, omdat de moskee volgens haar "bevolkingsgroepen tegen elkaar opzet". De intrekking komt neer op een verlies van zo’n 50.000 euro subsidies, maar dat verandert in principe niet veel aangezien de imam nog steeds betaald wordt vanuit Turkije.